# Elviro Blanc
Elviro Blanc (* 8. Januar 1945 in Bionaz) ist ein ehemaliger italienischer Skilangläufer.
Blanc trat international erstmals bei den Olympischen Winterspielen 1968 in Grenoble in Erscheinung, wo er den 27. Platz über 50 km errang. Bei den Nordischen Skiweltmeisterschaften zwei Jahre später kam er in Štrbské Pleso auf den 25. Platz über 50 km und auf den 21. Rang über 30 km. Im Jahr 1971 wurde er Zehnter über 50 km beim Holmenkollen Skifestival und siegte bei den italienischen Meisterschaften über 30 km und 50 km. Bei den Olympischen Winterspielen 1972 in Sapporo belegte er den 21. Platz über 50 km, den 20. Rang über 30 km und zusammen mit Carlo Favre, Renzo Chiocchetti und Ulrico Kostner den neunten Platz mit der Staffel.